# Ashley Barnes
Ashley Luke Barnes (Bath, 30 de outubro de 1989) é um futebolista inglês de ascendência austríaca que atua como atacante. Atualmente, joga no Burnley.

## Carreira
Entre 2007 e 2010, Barnes jogou pelo Paulton Rovers, Plymouth Argyle, Oxford United, Salisbury City, Eastbourne Borough, Torquay United. todos das divisões inferiores inglesas. Em fevereiro de 2010, Barnes foi emprestado ao Brighton & Hove Albion, que na época jogava a Football League One, a terceira divisão inglesa. Em julho do mesmo ano, Barnes assinou um contrato de dois anos com o mesmo time. Em 2014, Barnes assinou um contrato de três anos e meio com o Burnley.
Depois de uma passagem pelo Norwich City, Barnes retornou ao Burnley em 2 de janeiro de 2025.

## Carreira internacional
De mãe austríaca, Barnes realizou uma partida pela Seleção Austríaca de Futebol Sub-20.

## Títulos
Brighton & Hove Albion
- Football League One: 2010–11

Burnley
- EFL Championship: 2015–16, 2022–23